# سیارک ۲۳۱۱۱
سیارک ۲۳۱۱۱ (به انگلیسی: 23111 Fritzperls، نامگذاری:2000AG) بیست و سه هزار و صد و یازدهمین سیارک کشف شده‌است که در ۲ ژانویه ۲۰۰۰ کشف شد.